# Zeng Xuelin
Zeng Xuelin (en chino: 曾雪麟; Siam, 2 de diciembre de 1929-Shenzhen, 11 de febrero de 2016) fue un entrenador y jugador de fútbol tailandés nacionalizado chino que jugaba en la demarcación de portero.

## Biografía
Empezó jugando como futbolista en el equipo de la armada de Guangzhou, y posteriormente en el equipo militar de la región del sudoeste. En 1954 ya debutó como futbolista profesional con el Bayi Football Team, y tras un paso por la selección de fútbol sub-23 de China, fichó por el Tianjin Teda, donde se retiró en 1959, ya que tras dejar el puesto de futbolista empezó a ejercer el cargo de entrenador durante trece años, teniendo el título de Liga Jia-A en 1960 a sus espaldas. En 1973 entrenó al Beijing Guoan, con el que ganó otras dos Liga Jia-A en los nueve años que permaneció en el equipo. También entrenó a la selección de fútbol de China, desde 1983 a 1985. Clasificó a la selección para la Copa Asiática 1984, quedando subcampeón. También estuvo al frente del combinado chino para la clasificación para la Copa Mundial de Fútbol de 1986, donde quedó eliminado en el último partido contra Hong Kong el 19 de mayo de 1985, día en el que fue expulsado de su cargo. Finalmente, tras un año entrenando al Shenzhen Ruby FC, se retiró como entrenador.
Falleció el 11 de febrero de 2016 en su casa de Shenzhen a los 86 años de edad.

## Clubes

### Como futbolista
| Club               | País  | Año         |
| ------------------ | ----- | ----------- |
| Bayi Football Team | China | 1954 - 1955 |
| Tianjin Teda       | China | 1957 - 1959 |

### Como entrenador
| Club                         | País  | Año         |
| ---------------------------- | ----- | ----------- |
| Tianjin Teda                 | China | 1959 - 1972 |
| Beijing Guoan                | China | 1973 - 1982 |
| Selección de fútbol de China | China | 1983 - 1985 |
| Shenzhen Ruby FC             | China | 1988        |

## Palmarés

### Campeonatos nacionales
| Título     | Club          | País  | Año  |
| ---------- | ------------- | ----- | ---- |
| Liga Jia-A | Tianjin Teda  | China | 1960 |
| Liga Jia-A | Beijing Guoan | China | 1973 |
| Liga Jia-A | Beijing Guoan | China | 1982 |